# Tampere Open 1989
Il Tampere Open 1989 è stato un torneo di tennis facente parte della categoria ATP Challenger Series nell'ambito dell'ATP Challenger Series 1989. Il torneo si è giocato a Tampere in Finlandia dal 10 al 16 luglio 1989 su campi in terra rossa.

## Vincitori

### Singolare
Lars Jonsson ha battuto in finale  Andres Võsand con il punteggio di 7–5, 7–5

### Doppio
Peter Svensson /  Lars-Anders Wahlgren hanno battuto in finale  Christer Allgårdh /  Tobias Svantesson con il punteggio di 7–5, 6–7, 6–3